# Hedysareae
Hedysareae — триба рослин підродини Faboideae. Види Hedysareae мають ломенти, тип модифікованих бобових, які розпадаються на частини через звуження, що виникають між сегментами насіння.

## Роди
Родовий склад такий:

### Караганська клада
- Calophaca Fisch. ex DC.
- Caragana Fabr.
- Halimodendron Fisch. ex DC.

### Чеснійська клада
- Chesneya Lindl. ex Endl.
- Gueldenstaedtia Fisch.
- Spongiocarpella Yakovlev & N. Ulziykh.
- Tibetia (Ali) H. P. Tsui

### Гедісароїдна клада
- Alhagi Gagnebin
- Corethrodendron Fisch. ex Bashiner
- Ebenus L.
- Eversmannia Bunge
- Greuteria Amirahmadi & Kaz. Osaloo.
- Hedysarum L.
- Onobrychis Mill.
- Sartoria Boiss. & Heldr.
- Sulla Medik.
- Taverniera DC.